# Gorno Jabyłkowo
Gorno Jabyłkowo (bułg. Горно Ябълково) – wieś w Bułgarii, w obwodzie Burgas, w gminie Sredec. W 2023 roku liczyła 34 mieszkańców.